# Église Saint-Luc de La Chapelle-Saint-Luc
Pour les articles homonymes, voir église Saint-Luc.
L'église Saint-Luc est une église située à La Chapelle-Saint-Luc, en France.

## Description
- Un retable présentant les scènes de la vie de la Vierge et de la vie du Christ[2] en calcaire polychrome.
- Une chasse de saint Hubert[3] en haut-relief.
- Une chaire à prêcher[4].

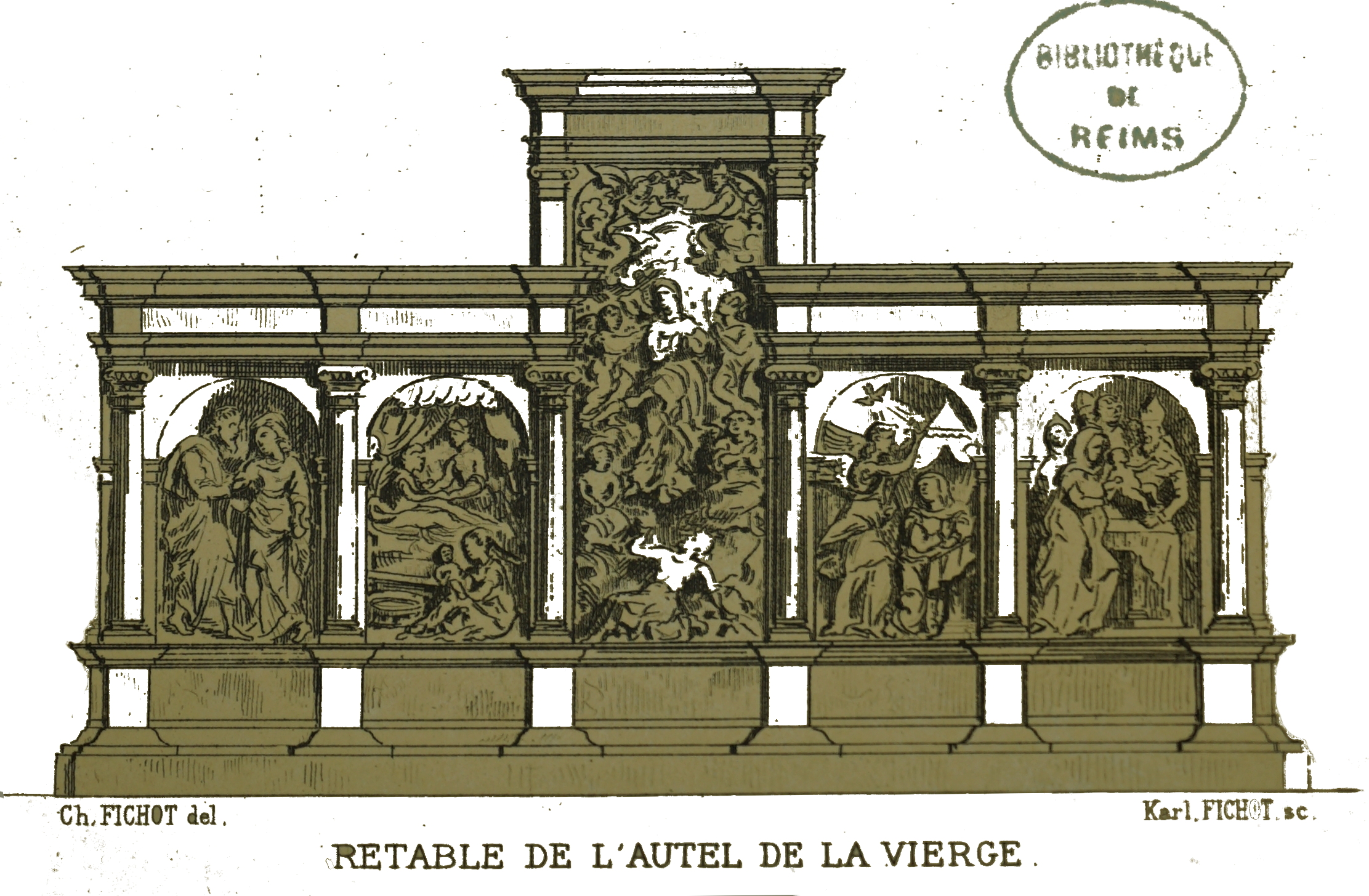
Retable,
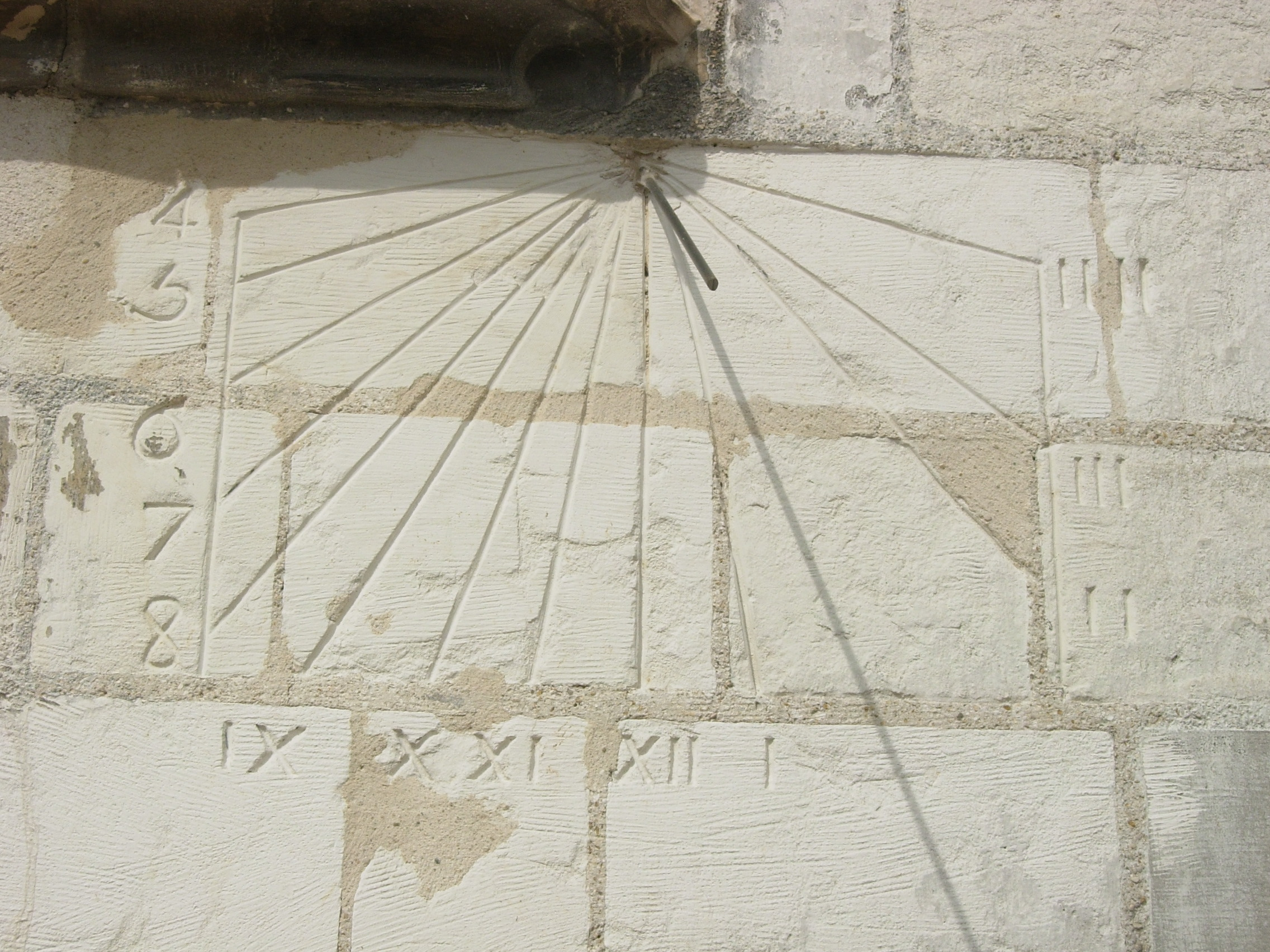
cadran solaire,
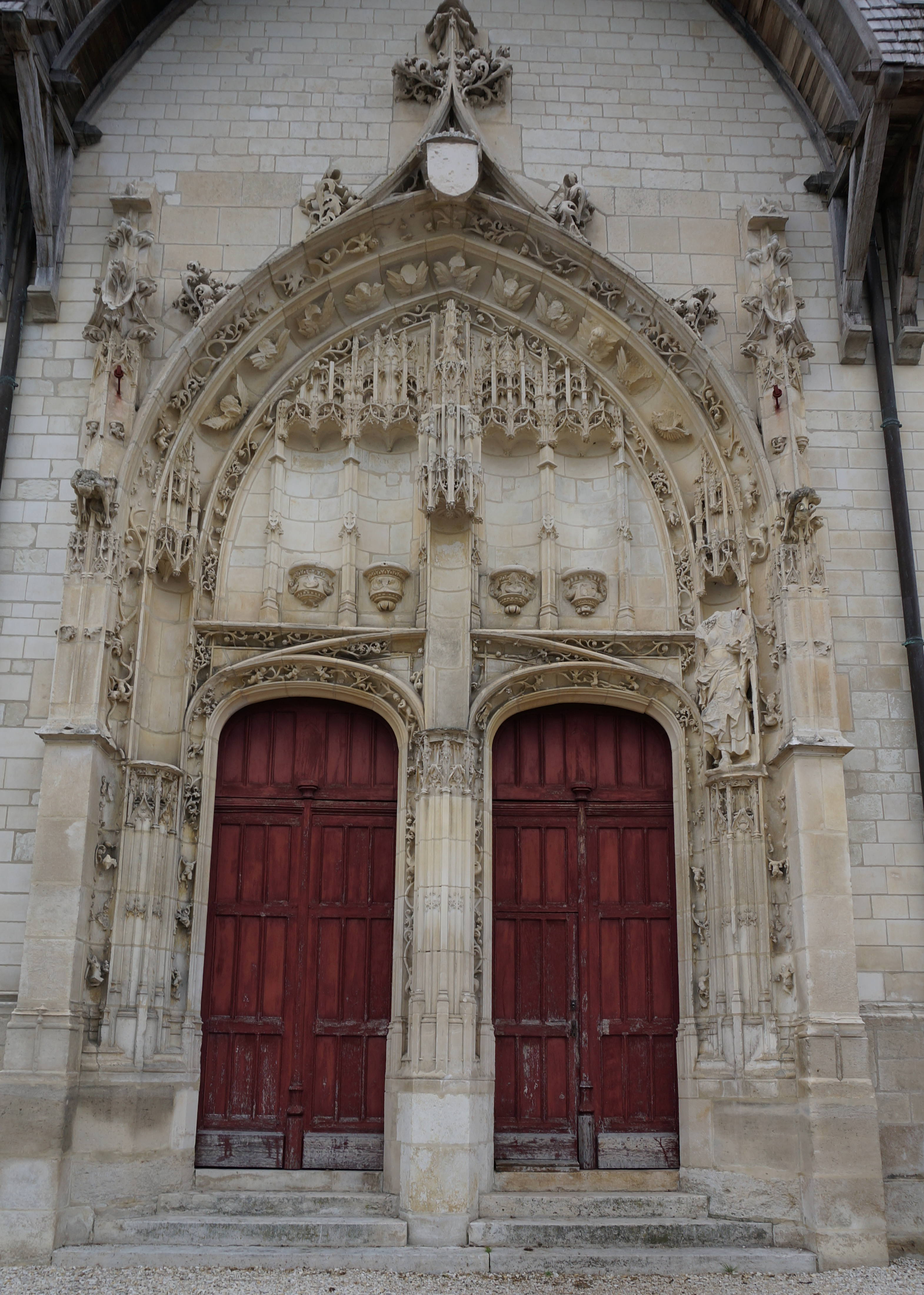
deux
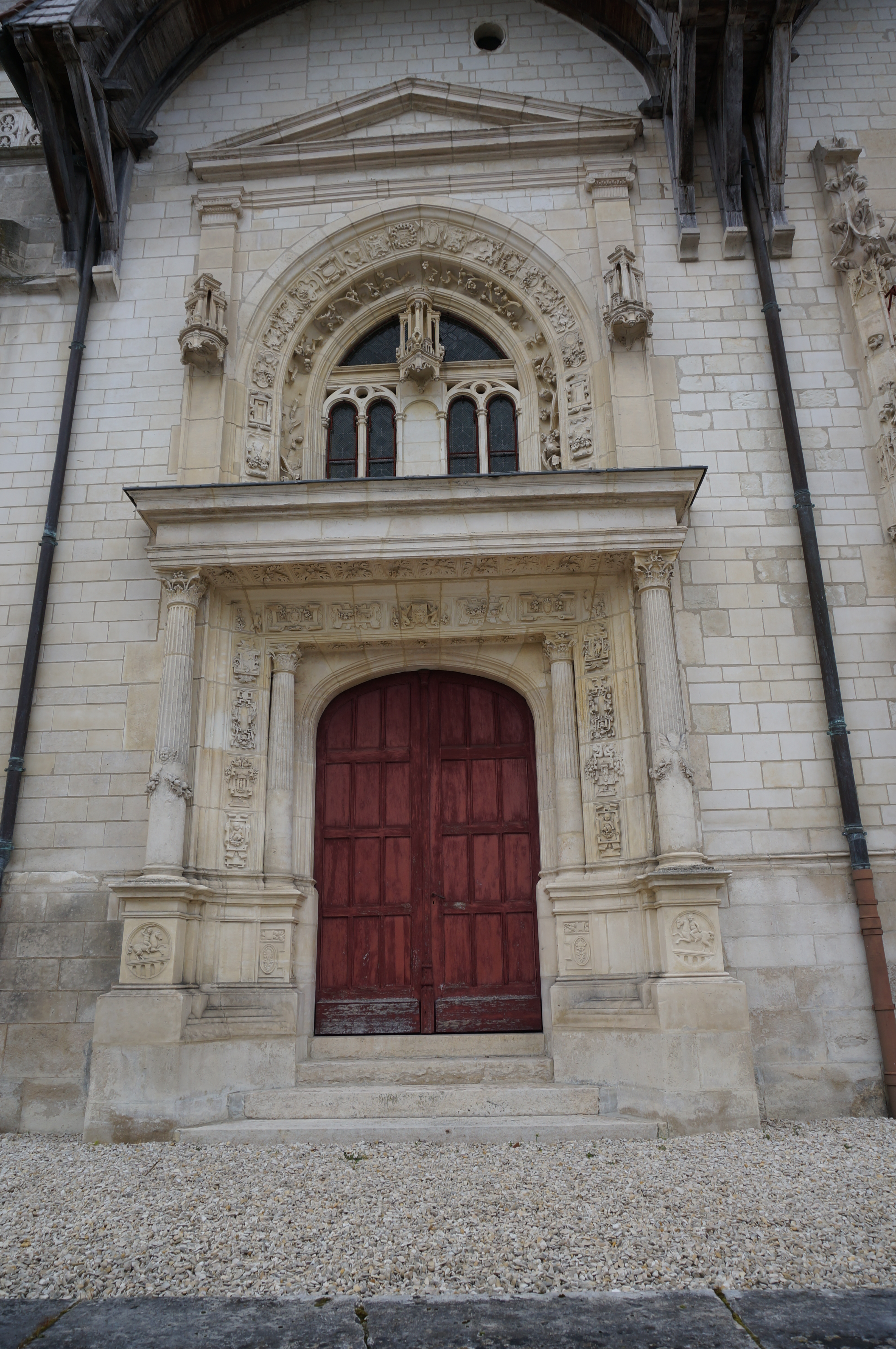
portails,
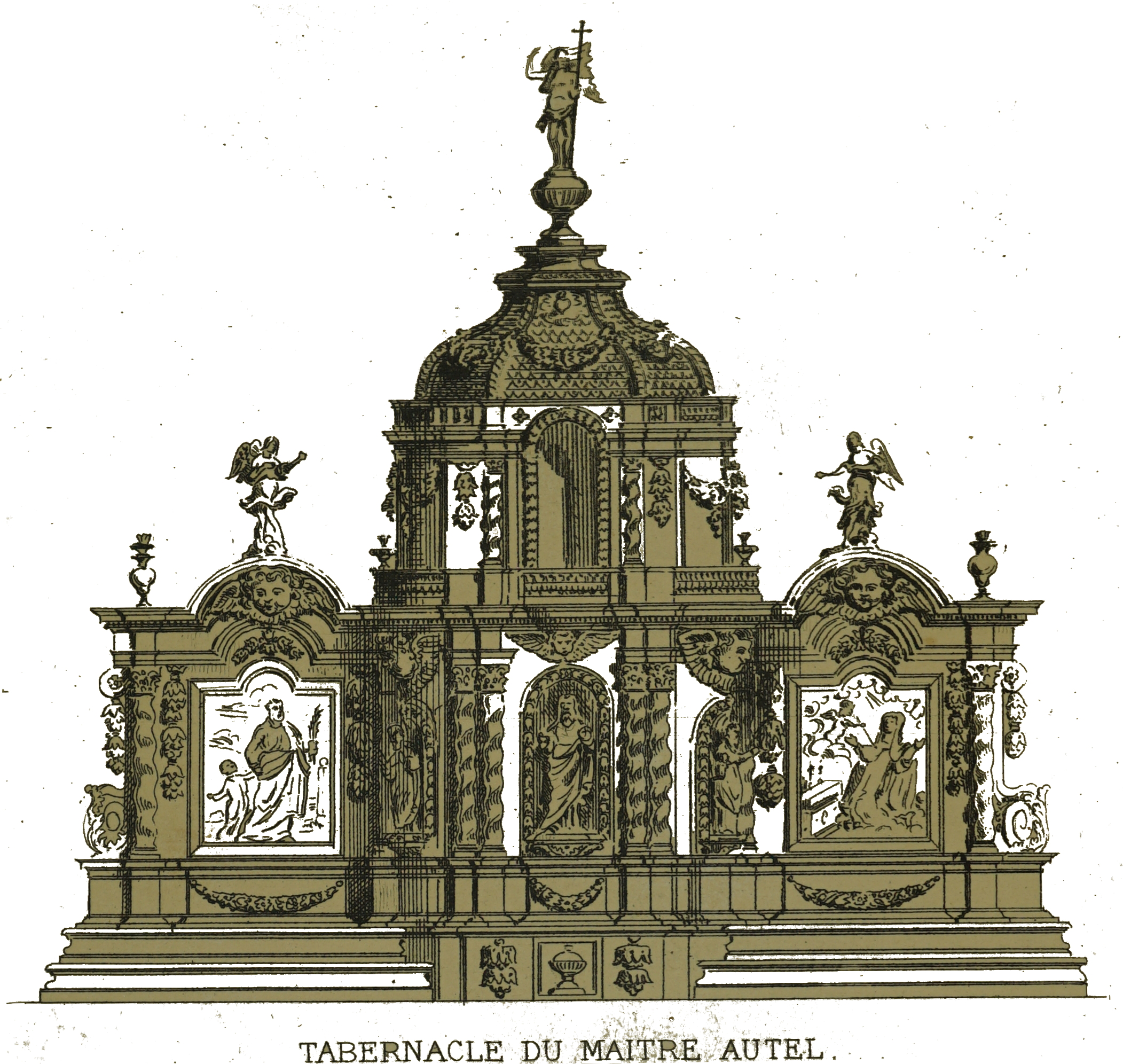
maitre autel.

## Localisation
L'église est située rue Pasteur, sur la commune de La Chapelle-Saint-Luc, dans le département français de l'Aube.

## Historique
L'église était une paroisse de l'archiprêtré de Troyes de laquelle dépendait la moitié de Villebarot, à la collation de l'évêque. Elle est du XVIe siècle.
L'édifice est classé au titre des monuments historiques en 1907.